# Janidera plagiata
Janidera plagiata là một loài bọ cánh cứng trong họ Cerambycidae.